# Neolophonotus mafingaensisy
Neolophonotus mafingaensisy là một loài ruồi trong họ Asilidae. Neolophonotus mafingaensisy được Londt miêu tả năm 1988. Loài này phân bố ở vùng nhiệt đới châu Phi.